# Bekanamicină
Bekanamicina (denumită și kanamicină B) este un antibiotic din clasa aminoglicozidelor.